# Седми пехотен преславски полк
Седми пехотен преславски полк е полк от българската армия, част от Четвърта пехотна преславска дивизия.

## Формиране
Седми пехотен преславски полк е формиран под името Седми пеши преславски полк с указ № 41 от 12 октомври 1884 година, като в състава му влизат Врачанска № 8 пеша дружина, Орханийска № 11 пеша дружина и Разградска № 22 пеша дружина
На 14 септември 1885 г. за командир на полка е назначен капитан Вичо Диков, а командващи дружините на полка са съответно: на 1-ва дружините капитан Недко Лудогоров, на 2-ра капитан Иван Цончев, на 3-та капитан Тодор Мицев и на 4-та – капитан Димитър Обрешков. Към 1 октомври 1885 г. полкът е съставен от 3826 войници и офицери.

## Сръбско-българска война (1885)
През Сръбско-българската война (1885) полкът се командва от капитан Вичо Диков и взема участие при боевете при Сливница и Пирот.
След демобилизацията полкът влиза в състава на 4-та бригада като 1-ва и 2-ра дружина са с щаб в Шумен, а 3-та в Разград. След реорганизацията на българската армия през 1891 г. полкът влиза в състава на новосформираната 4-та пехотна преславска дивизия, като част от 1-ва бригада с щаб в Шумен.

## Балкански войни (1912 – 1913)
През Балканската война (1912 – 1913) полкът влиза в състава 1-ва бригада от 4-та пехотна преславска дивизия.
През Междусъюзническата война (1913) полкът се командва от полковник Асен Николов и участва във военните действия на гръцкия фронт.

## Първа световна война (1915 – 1918)
Преди българското включване в Първата световна война (1915 – 1918) полкът се командва от полковник Михаил Сапунаров и влиза в състава на 1-ва бригада от 4-та пехотна преславска дивизия. По-късно командването на полка поема полковник Атанас Добрев. В началото на войната полкът се състои от 4 дружини и 1 картечна рота.
При намесата на България във войната полкът разполага със следния числен състав, добитък, обоз и въоръжение:
| Числен състав                                       | Добитък   | Обоз                                                    | Въоръжение                           |
| --------------------------------------------------- | --------- | ------------------------------------------------------- | ------------------------------------ |
| Офицери: 61 Чиновници: 4 Подофицери и войници: 5005 | Коне: 511 | Обикновени коли: 63 Товарни коли: 270 Специални коли: 4 | Пушки и карабини: 4265 Картечници: 4 |

Участва в Тутраканската операция (2 – 6 септември 1916), където атакува и превзема форт № 7 на Тутраканската крепост.
До края на 1916 г. воюва срещу румънци и руснаци в Северна Добруджа. Участва в сраженията при Кубадинската позиция (19 октомври) Констанца (22 октомври), Черна вода, Тулча, край манастира „Кокош“, Еникьой, Мейданкьой.

## Между двете световни войни
На 1 декември 1920 година в изпълнение на клаузите на Ньойския мирен договор полкът е реорганизиран в 7-а пехотна преславска дружина. През 1928 година полкът е отново формиран от частите на 7-а пехотна преславска дружина и 15-а жандармерийска дружина, но до 1938 година носи явното название дружина.

## Втора световна война (1941 – 1945)
През Втора световна война (1941 – 1945) полкът е на Прикриващия фронт (1941 – 1942 и 1944). През юли 1942 година в полка е разкрита тайна комунистическа конспирация, по-късно участва в преследване на партизани в Провадийско. През септември 1944 година в полка е формирана гвардейска дружина. Взема участие в първата фаза на заключителния етап на войната в състава на 4-та пехотна преславска дивизия с която участва в боевете при Равна Дъбрава, Подуево, Ястребац, Ниш, Косово поле и др.
По времето когато полкът е на фронта (1913, 1915 – 1918, 1941 – 1944) в мирновременния му гарнизон се формира 7-а допълваща дружина.
В периода от 1947 до 1952 г. полкът продължава да функционира в гр. Коларовград (дн. Шумен), като от 1950 г. към полка се числи гранична дружина „Камчия“, през същата година е преименуван на Седми стрелкови полк с явно наименование под. 3120, а от ноември същата година поделението е променено на 65040. През август 1951 г. е преименуван на Двадесет и девети стрелкови полк, а през 1960 г. в Двадесет и девети мото-стрелкови полк. През април 1961 г. със заповед на Министъра на народната отбрана полкът става учебен и готви командира на отделения и съгласно заповед № 4578 от 26 март 1963 г. на Министъра на НО по реорганизацията на БНА Двадесет и девети мотострелкови полк става Двадесет и девети учебен мото-стрелкови батальон – под. 65040., с постоянна местостоянка в Коларовград.
От 1 октомври 1964 г. със заповед на МНО батальонът се води Двадесет и девети отделен мотострелкови батальон, а на основание разпореждане 0059 от 1977 г. на началника на ГЩ-МНО от 1 януари 1978 г. поделението приема военнопощенски номер 34220, след което на основание постановление на ЦК на БКП от 1 юли 1988 г., № 075 от 25 май 1988 и заповед № 0041 от 25 май 1988 г. на министъра на Народната отбрана полкът се разформирова и създава  Двадесет и девети отдел за подготовка на мотострелкови резерви и съхранение на въоръжение и техника. На основание Министерска заповед (МЗ) № ОХ-00251 от 24 юли 1995 г. и заповед № 0199 от 1 септември 1995 г. към отдела е създаден учебен център за подготовка на новобранци. На основание МЗ № ОХ-004288 от 8 юли 2001 г. отделът ликвидира. закрива се военнопощенския номер 34220, считано от 15 септември 2001 година.

## Наименования
През годините полкът носи различни имена според претърпените реорганизации:
- Седми пеши преславски полк (12 октомври 1884 – 1892)
- Седми пехотен преславски полк (1893 – 1 декември 1920)
- Седма пехотна преславска дружина (1 декември 1920 – 1928)
- Седми пехотен преславски полк (1928 – 1949)
- Седми стрелкови полк (1950 – август 1951)
- Двадесет и девети стрелкови полк (август 1951 – 1960)
- Двадесет и девети мото-стрелкови полк (1960 – април 1961)
- Двадесет и девети учебен мотострелкови полк (април 1961 – 26 март 1963)
- Двадесет и девети учебен мотострелкови батальон (26 март 1963 – 1 октомври 1964)
- Двадесет и девети отделен мотострелкови батальон (1 октомври 1964 – 1971)
- Двадесет и девети мотострелкови полк (1972 – 25 май 1988)
- Двадесет и девети отдел за подготовка на мотострелкови резерви и съхранение на въоръжение и техника (25 май 1988 – 15 септември 2001)

## Командири
Званията са към датата на заемане на длъжността.
| №   | звание       | име                         | дати                                      |
| --- | ------------ | --------------------------- | ----------------------------------------- |
| 1.  | Подполковник | Константин Рябинкин         | 12 октомври 1884 – 14 септември 1885      |
| 2.  | Капитан      | Вичо Диков                  | 14 септември 1885 – 14 ноември 1886       |
| 3.  | Капитан      | Недко Лудогоров             | 14 ноември 1886 – 1887                    |
| 4.  | Капитан      | Никифор Никифоров           | 1887 – 1887                               |
| 5.  | Майор        | Стефан Тошев                | 2 ноември 1887 – януари 1890              |
| 6.  | Капитан      | Николов                     | януари 1890 – 1890                        |
| 7.  | Подполковник | Лазар Обрешков              | 7 март 1890 – 1893                        |
| 8.  | Подполковник | Витанов                     | 15 февруари 1893 – 1894                   |
| 9.  | Подполковник | Никола Генев                | 1 юни 1894 – 1900                         |
| 10. | Подполковник | Христо Луков                | 25 февруари 1900 – 28 май 1905            |
| 11. | Подполковник | Стоян Георгиев              | 3 юни 1905 – 1907                         |
| 11. | Подполковник | Божко Икономов              | 1907 – 1907                               |
| 12. | Полковник    | Иван Паскалев               | 12 януари 1908 – нач. на пролетта на 1912 |
| 13. | Полковник    | Христо Юрданов              | нач. на пролетта на 1912 – 1913           |
|     | Полковник    | Асен Николов                | 1913                                      |
|     | Полковник    | Стефан Попов                | 23 май 1914 – 7 ноември 1914              |
|     | Полковник    | Юрданов                     | до октомври 1914                          |
|     | Полковник    | Михаил Сапунаров            | от октомври 1914                          |
|     | Подполковник | Атанас Добрев               | 1915 – 12 септември 1916                  |
|     | Подполковник | Хр. Енев                    | от 12 септември 1916                      |
|     | Подполковник | Добри Коларов               | до 21 ноември 1916                        |
|     | Подполковник | Димитър Димитриев/Димитриев | от 21 ноември 1916                        |
|     | Полковник    | Никола Бакърджиев           | от 1 април 1921                           |
|     | Подполковник | Александър Морфов           | до 1922                                   |
|     | Полковник    | Тодор Георгиев              | от 1923                                   |
|     | Полковник    | Минчо Банковски             | към 1926                                  |
|     | Подполковник | Георги Марков               | 1927 – 1931                               |
|     | Подполковник | Никола Марков               | 1930 – 1934                               |
|     | Подполковник | Георги Липовански           | 1935 – 1939?                              |
|     | Полковник    | Георги Ковачев              | 1939 – 29 юни 1941                        |
|     | Подполковник | Георги Георгиев             | 1941                                      |
|     | Подполковник | Коста Куцаров               | 1944 – 1945?                              |
|     | Полковник    | Симеон Драганов             | 1946 – 1946                               |
|     | Подполковник | Борис Станчев               | 1946                                      |

Други командири: Александър Морфов, Иван Харизанов